# خط توئن ما
خط توئن ما (東西走廊) یکی از خطوط مترو حومه ام‌تی‌آر در هنگ کنگ است.
این خط که در سال ۲۰۰۴ تأسیس شده دارای ۱۲ ایستگاه و ۱۷ کیلومتر طول است.

## نگارخانه

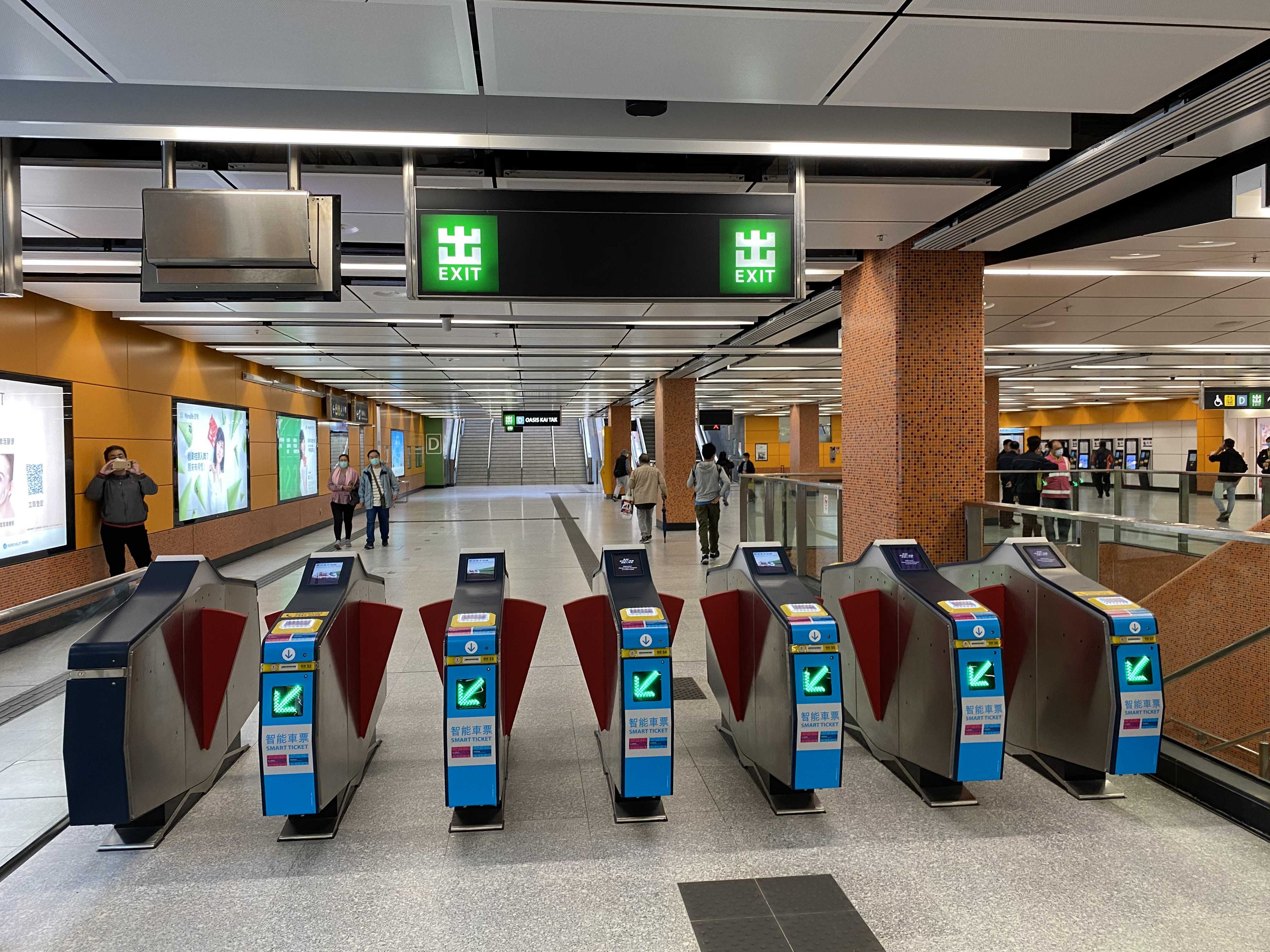
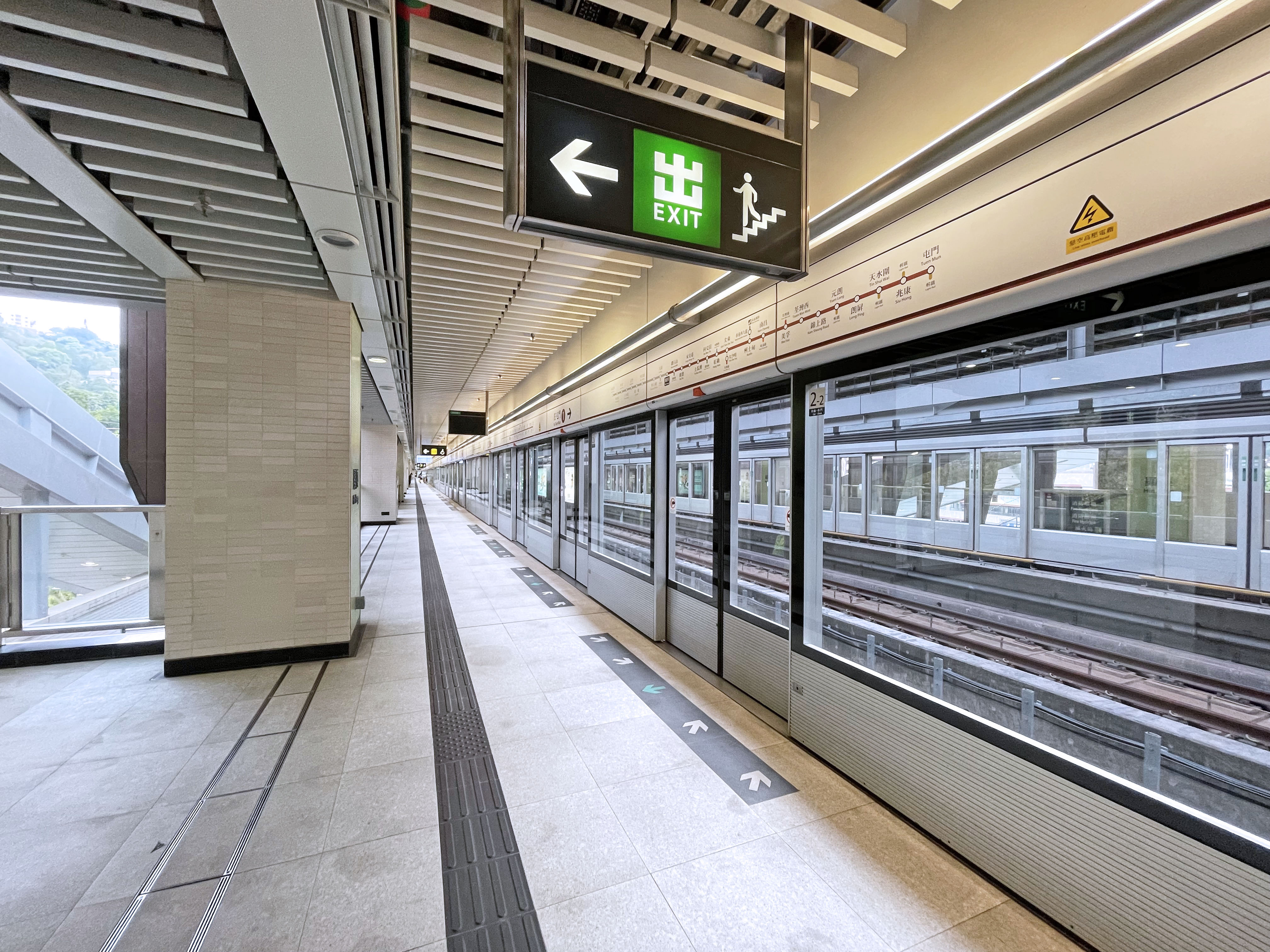
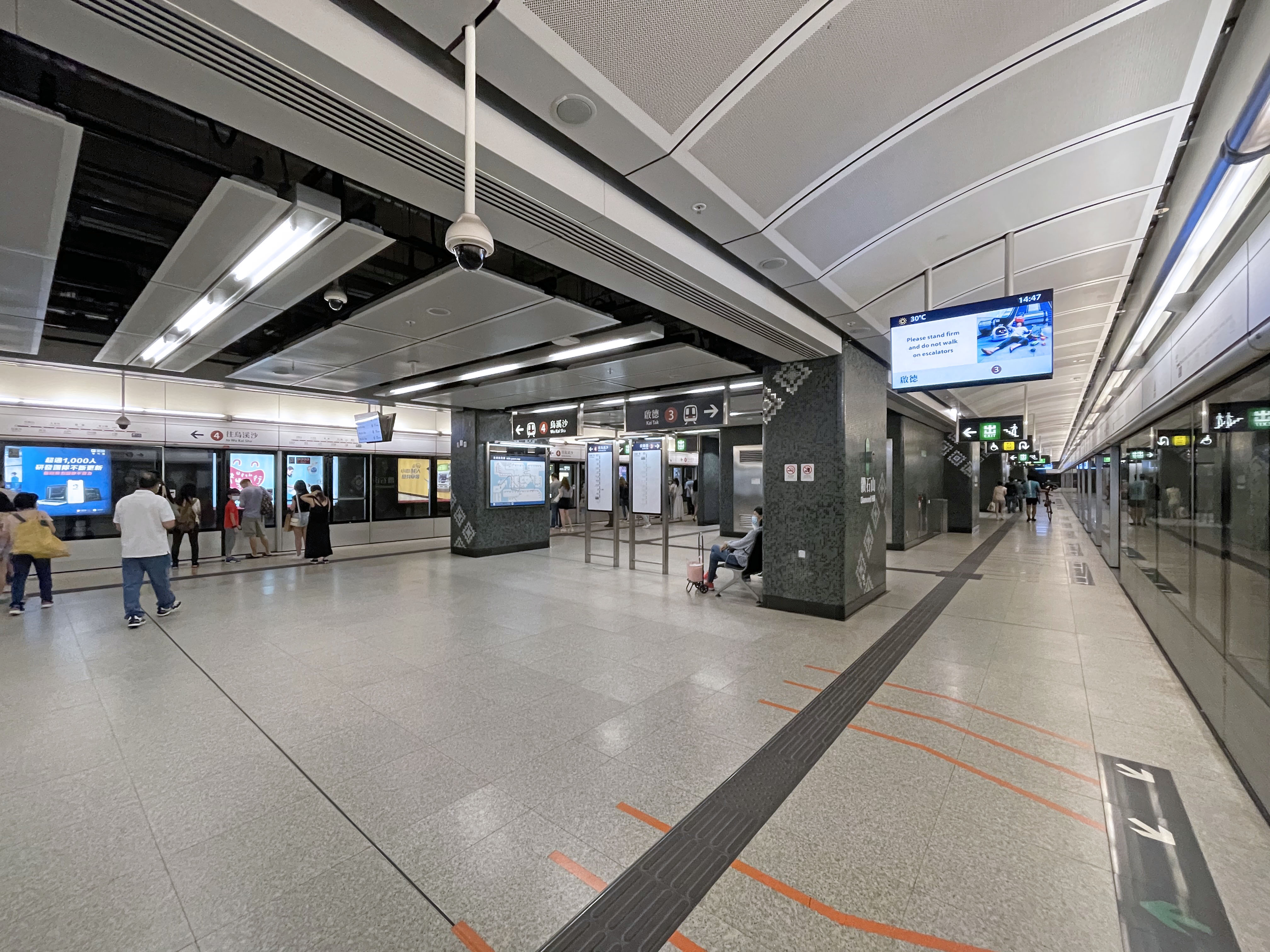